# Encontré cíngaros felices
Encontré cíngaros felices (título original en serbio: Скупљачи перја, Skupljači perja; traducido en castellano: «Los recolectores de plumas») es una película yugoslava de 1967 dirigida por Aleksandar Petrović. La película gira en torno a la vida de unas personas de etnia gitana de una aldea al norte de Vojvodina, pero también se ocupa de temas más sutiles, como el amor, la etnia y las relaciones sociales. La película está protagonizada por actores de etnia gitana como Bekim Fehmiu, Olivera Vučo, Bata Živojinović y Mija Aleksić, que hablan durante el filme en lengua romaní. Encontré zíngaros felices es considerada una de las mejores películas de la llamada Ola negra del cine yugoslavo.

## Argumento
El protagonista, Bora (Bekim Fehmiu), es un encantador pero mezquino cíngaro, mientras que su esposa mayor, Lence (Olivera Vučo), es sumisa. Bora está enamorado de la joven Tisa (Gordana Jovanović), que se ofrece en matrimonio por su padre. Los dos se meten en problemas y, finalmente, tienen que huir. Tisa rechaza a su marido y se casa con Bora en la iglesia. Tisa trata de llegar a Belgrado, mientras Bora apuñala a un hombre en una pelea con cuchillos. Ambos son, a la vez y por lo tanto, exiliados de su campamento romaní, sin embargo, sus aventuras continúan.

## Reparto
- Bekim Fehmiu como Bora.
- Olivera Vučo como Lence.
- Bata Živojinović como Mirta.
- Gordana Jovanović como Tisa.
- Mija Aleksić como Pavle.

Resto ordenado alfabéticamente:
- Severin Bijelić como hombre de bigote.
- Stojan Decermić como conductor Hladnjaca 1.
- Milivoje Đorđević como Sandor.
- Rahela Ferari como Igumanija.
- Etelka Filipovski como esposa de Bora.
- Milorad Jovanović como Toni.
- Zoran Longinović como Islednik 1.
- Branislav-Ciga Milenković
- Bozidar Pavičević-Longa como conductor Hladnjaca 2.
- Velizar Petrović
- Djordje Pura como Islednik 2.
- Nina Sajin
- Milivoje Tomić como rumano.
- Janez Vrhovec como juez.

## Premios
La película fue nominada en el Festival de Cine de Cannes 1967 a la Palma de Oro y ganó el Gran Premio Especial del Jurado y el Premio FIPRESCI.
La película fue nominada para los Premios Oscar de 1967 a la Mejor Película en Lengua Extranjera (evento en abril de 1968) y para el Globo de Oro a la Mejor Película en Lengua Extranjera. Bekim Fehmiu también ganó un premio Golden Arena al mejor actor en el Festival de Cine de Pula 1966 por su interpretación de Bora.